# میچل، میشیگان
میچل (به انگلیسی: Mitchell Township) یک منطقهٔ مسکونی در ایالات متحده آمریکا است که در شهرستان آلکونا، میشیگان واقع شده‌است.
 میچل  ۳۵۲ نفر جمعیت دارد و ۲۷۰ متر بالاتر از سطح دریا واقع شده‌است.